# 浙江大学心理与行为科学系
浙江大学心理与行为科学系是浙江大学的一个学系，现属于理学部。
《应用心理学》是由浙江省心理学会和浙江大学主办、国内外公开发行的心理学学术刊物。杂志地址位于浙江大学西溪校区。